# 新井郁
新井 郁（あらい いく、1988年12月7日 - ）は、日本の女優。愛知県蒲郡市出身。アパッチ所属。

## 略歴
小学2年からバスケットボールを始め、大学はバスケの名門・大阪体育大学に進学。そのため関西弁も話す。バスケットボールは全国大会優勝も所属チームで経験。
保健体育科の教員免許やスポーツトレーナー資格の取得経験があるなど、スポーツや運動をかなりの得意とする。
また、イラストを描くことも得意で過去に自身の個展も開催している。
学生時代より青文字系ファッション雑誌（Soup.、mer、SPRINGなど）で読者モデルとして活動。大学卒業後、映像制作会社に就職。ADとして働いたのち退職し、女優に転身。
現在はドラマや映画、CM、舞台と幅広く活動をしている。
2016年10月よりエコーズに所属し、2018年4月アパッチに移籍。
高校の同級生にロックバンド04 Limited Sazabys Vo. GENがいる。

## 人物
趣味や特技はバスケットボール。書道。着付け。餅つきの手返し。舞台観劇。美術館巡り。フィルムカメラ。イラストを描く事。

## 出演

### テレビドラマ
- 真夜中のパン屋さん（2013年4月28日 - 6月16日、NHK BSプレミアム） - カメラ女子 役
- 逃げるは恥だが役に立つ 第1話（2016年10月11日、TBS） - 川崎さん 役
- 世にも奇妙な物語‘17 春の特別編「妻の記憶」（2017年4月29日、フジテレビ） - 部下 役
- 東京ヴァンパイアホテル（2017年6月16日、Amazon Prime Video） - リサ 役
- コウノドリ（2017年10月13日 - 12月22日、TBS） - 中村千尋 役
- ブラックペアン 第7話（2018年6月3日、TBS） - ナース 役
- 下町ロケット 第8話（2018年12月2日、TBS） -  秘書 役
- オーファンブラック 第2話（2018年12月9日、東海テレビ） - ホテル従業員 役
- 直撃!シンソウ坂上SP「元号をとれ！～世紀のスクープ「平成」～」（2019年1月10日、フジテレビ） - 野村弥生 役[1]
- 背徳の夜食「汁だく牛丼」（2019年7月27日、東海テレビ） - 斉藤百合 役
- 孤独のグルメ Season8 第10話（2019年12月7日、テレビ東京） - パート 役
- 病室で念仏を唱えないでください（2020年1月17日 - 3月21日、TBS） - 佐東佑香 役
- 純喫茶に恋をして[2] 第1話「さぼうる（神保町）」（2020年2月8日、フジテレビTWO） - ブルーちゃん・葵 役
- 歩くひと 第5話「弁当の中身」（2020年9月6日、NHK BS4K） - 女性教師 役
- 東京デザインが生まれる日（2020年12月2日 - 23日、テレビ東京）- 鳥居奈穂美 役
- だれかに話したくなる山本周五郎日替わりドラマ「果たし状」（2021年2月18日、NHK BSプレミアム） - しの 役
- 特捜9 第4シリーズ 第8話（2021年5月26日、テレビ朝日） - 成瀬莉子 役
- おいしい給食 Season2 第7話（2021年11月24日、テレビ神奈川ほか） - 島田里香 役
- 厨房のありす（2024年1月21日 - 3月24日、日本テレビ） - 柏原優奈 役[3]

### 映画
- お兄チャンは戦場に行った!?（2013年、監督：中野量太） - 桃子 役
- 吾輩は木村の猫である（2013年、監督：片岡翔） - 木村の新しい彼女 役※SSFF&ASIA2013 受賞作品
- サッドティー（2013年10月19日、監督：今泉力哉）※東京国際映画祭招待上映作品
- 鬼灯さん家のアネキ（2014年9月6日、監督：今泉力哉） - 図書室の女子高生役
- 恋する極道（2015年、監督：中川晴樹（ヨーロッパ企画）） - ヒロイン 役※京都SSFF2015グランプリ受賞、したまちコメディ映画祭2015グランプリ受賞、那須国際短編映画祭グランプリ受賞
- 若者よ（2016年2月26日、監督：鈴木太一） - 川島愛子 役※ゆうばり国際ファンタスティック映画祭2016フォアキャスト部門上映作品
- 湯を沸かすほどの熱い愛（2016年10月29日、監督：中野量太） - パン屋の店員・古井 役※東京国際映画祭招待上映作品、第40回日本アカデミー賞ノミネート作品、第90回米アカデミー賞外国語映画部門日本代表作品
- 退屈な日々にさようならを（2017年2月25日、監督：今泉力哉） - 清田ガールズ 役　※東京国際映画祭日本映画スプラッシュ部門上映作品
- 枝葉のこと（2017年8月10日、監督：二ノ宮隆太郎） - 秋山未来 役※ロカルノ国際映画祭2017新進監督コンペティション部門上映作品、釜山国際映画祭2017上映作品
- パンとバスと2度目のハツコイ（2018年2月17日、監督：今泉力哉） - 愛子 役※東京国際映画祭正式招待上映作品
- クソ野郎と美しき世界（2018年4月6日、監督：園子温） - ギア子 役
- リバースダイアリー（2018年5月26日、監督：園田新） - 本田沙紀 役※London Film Awards2018最優秀作品賞受賞、ニース国際映画祭2018主演女優賞ノミネート
- ミドリムシの夢（2019年11月16日、監督：真田幹也） - プロポーズの女 役
- ハチワン結婚相談所（2019年12月8日、監督：こだかさり） - 鑓水玻奈恵 役
- 来夢来人（2019年10月26日、監督：若葉竜也） - ハルミ 役
- mellow（2020年1月17日、監督：今泉力哉） - 武田恭子 役
- その神の名は嫉妬（2020年9月26日、監督：芦原健介） - 君部朋子 役
- クローゼット（2020年10月30日、監督：進藤丈広） - 西野香織 役
- アンダードッグ（2020年11月27日、監督：武正晴） - ママ友 役
- 新解釈・三國志（2020年12月17日、監督：福田雄一） - 黄夫人のママ友 役
- アイスクリームフィーバー（2023年7月14日、監督：千原徹也） - 安藤ほのか 役[4]

### 舞台
- 永遠にムーン（2014年5月1日 - 11日、新宿サンモールスタジオ、作・演出：江戸川崇）
- 天爛のパティシエ（2014年7月30日 - 8月3日、中野MOMO、作・演出：羽仁修） - 本郷さなこ 役
- MEIDO IN HEAVEN（2014年10月28日 - 11月3日、新宿サンモールスタジオ、作・演出：江戸川崇） - 主演 森崎葵 役
- CHERRY（2015年2月25日 - 3月1日、ウッディシアター中目黒、演出：キタムラトシヒロ） - レイ 役
  - CHERRY再演 ＆ Oh!tsukimi（2015年9月1日 - 9日、ウッディシアター中目黒、演出：キタムラトシヒロ） - レイ 役
- 帰ってきたアンチョビー（2015年12月8日 - 13日、上野ストアハウス、作・演出：江戸川崇） - 主演 鳩子 役
- どのくらいエフェクト（2016年6月1日 - 5日、池袋シアターKASSAI、作・演出：江戸川崇） - 主演 生方結衣子 役
- THE VOICE[5]（2017年4月13日 - 16日、東京芸術劇場、作・演出：戸田彬弘） - 妊婦 役
- hammer & hummingbird[6]（2018年2月28日 - 3月4日、すみだパークスタジオ倉、作・演出：濱田真和） - 羽子 役
- 偉大なる生活の冒険[7]（2019年7月27日 - 8月5日、アトリエヘリコプター、作・演出：五反田団 / 前田司郎）
- 単純明快なラブストーリー（2020年7月23日 - 26日、本多劇場、作・演出：オーストラマコンドー 倉本朋幸）
- 新井郁×川島海荷 2人舞台PINT[8][9][10]（2020年12月3日 - 6日、浅草九劇、作演出：オークラ）
- ケダモノ（2022年4月21日 - 5月22日、東京：本多劇場 / 北海道：かでるホール / 大阪：サンケイホールブリーゼ、作・演出：赤堀雅秋）[11]

### CM
- アイシン精機「放課後の対決」篇
- 楽天カード 人生のしおりになるカード「娘の引越し」篇
- 森永製菓 Pino「40周年記念　Life is Pino」篇
- プロクター・アンド・ギャンブル ファブリーズ「姉の指摘」篇
- アサヒ スーパードライ（web-cf）

### その他映像作品
- 04 Limited Sazabys メジャー1stアルバム『CAVU』初回限定盤MV
- 乃木坂46 12th シングル『太陽ノック』特典映像ペアMV（監督：頃安祐良）
- おいしいはなし『ピンク色のけだもの』MV（監督：頃安祐良）
- Shepherd『Mirror』MV
- 日清食品「千とせ肉うどん」Web限定配信3分映画（監督：村上純（しずる））
- とけた電球『心が忘れない』MV（監督：枝優花）
- 藤田麻衣子『恋ってどうやってするものだっけ？』MV（監督：まつむらしんご）
- 灰色ロジック『生活の柄』MV（監督：飯泉翔太）
- Lenny code fiction『the last words』MV（監督：マザーファッ子）

### モデル・その他
- バスケットボールウェアブランドAKTR 2013A/W - カタログ・Webモデル
- 花盛友里（写真家）写真集『寝起き女子』 - モデル
- 愛知県蒲郡市観光おもてなしコンシェルジュ